# Pilar López Surroca
Pilar López Surroca (Arenys de Mar, 1946-Valencia, 2012) fue una periodista española que dirigió diversos medios de izquierda y valencianistas durante la Transición Española. En los años 80 fue nombrada jefa de protocolo de las Cortes Valencianas.

## Biografía
Estudió periodismo en Madrid. Compañeros de su promoción fueron la novelista Cristina Fernández Cubas. Alicia Marsillach, Gustavo Luca de Tena, Pablo Ignacio Dalmases y Diego Carcedo, entre otros.
Se trasladó a la ciudad de Valencia donde dio clases en una academia. En 1976 fue nombrada jefa de la delegación del diario Avui, el primer diario en catalán que se editaba en España desde el final de la Guerra Civil Española. Junto a ella estaban Emili Piera, Vicent Aleixandre y Josep Torrent (en la actualidad director en la Comunidad Valenciana del diario El País).
Meses más tarde ocupó la dirección de Dos y Dos, un semanario que fue el primer intento de llevar adelante un periódico de izquierdas y valencianista. Cuando cerró Dos y Dos se embarcó en un nuevo proyecto del mismo signo: el semanario Valencia Semanal cuyo primer número salió a la calle en diciembre de 1977, "un proyecto que se las tuvo muy tiesas con una derecha indígena de resabios franquistas", y en el que también participó como director de publicaciones Amadeu Fabregat. La sede del semanario sufrió diversos atentados perpetrados por la extrema derecha franquista local. Tras la publicación de un artículo titulado "El fascio valenciano. Quiénes son y qué hacen" varios redactores y la directora del semanario tuvieron que hacer frente a una querella judicial presentada contra ellos por Fuerza Nueva, en la que el juez les exigió una fianza conjunta de cinco millones. Poco después recibió el premio "Llibertat d'Expressió" de la Unió de Periodistes del País Valencià.
Cuando "Valencia Semanal" cerró ("como tantos otros intentos [en Valencia] por sacar adelante una prensa plural, libre y democrática", en palabras de Josep Torrent) trabajó para la revista Generalitat y más tarde el socialista Antonio García Miralles le ofreció el puesto de jefa de protocolo de las Cortes Valencianas recién instituidas al haberse aprobado el Estatuto de Autonomía de la Comunidad Valenciana.
Murió en Valencia de cáncer en mayo de 2012. En su obituario Josep Torrent dijo de ella:

Quienes la conocimos en la primavera de 1976 con los rescoldos de la dictadura franquista aún calientes, supimos muy pronto de su carácter indomable, de su apasionada defensa de la libertad